# Katarzyna Weiglowa

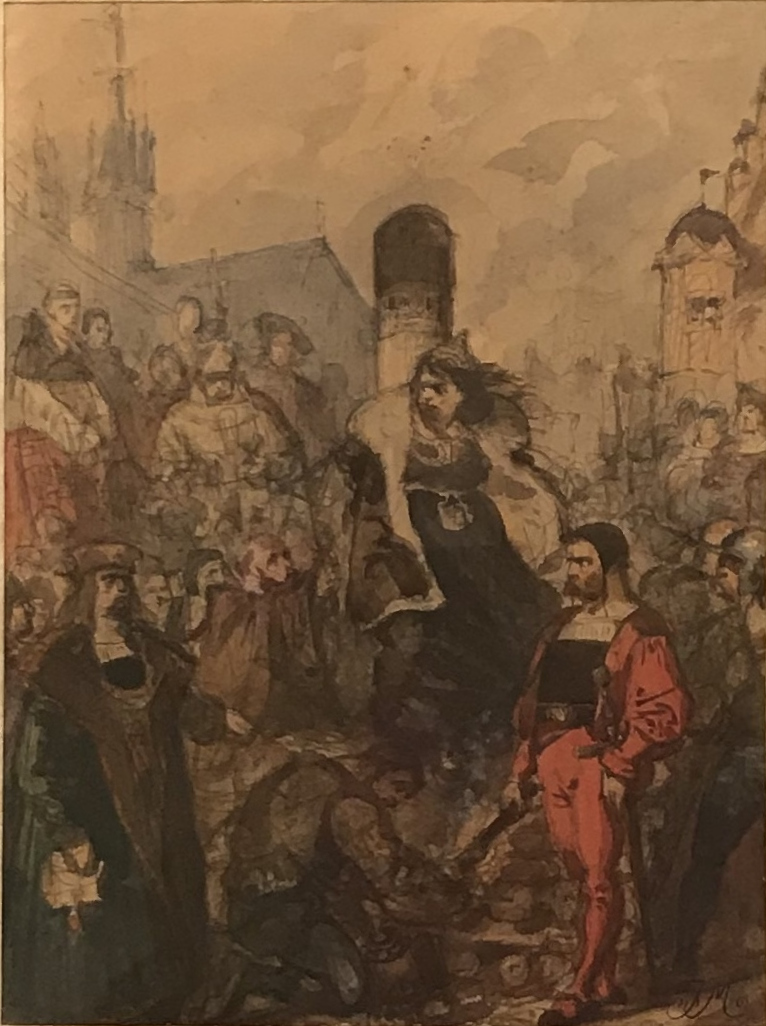
Akwarela Jana Matejki „Spalenie mieszczki krakowskiej Katarzyny Malcherowej” (1859), znajdująca się w zbiorach Lwowskiej narodowej Galerii Obrazów

Katarzyna Weiglowa (Wajglowa, Malcherowa) z domu Zalasowska (ur. ok. 1460, zm. 19 kwietnia 1539 w Krakowie) – krakowska mieszczka, wdowa po rajcy, spalona na stosie w Krakowie pod zarzutem apostazji po tym, jak prawdopodobnie przeszła na judaizm lub na judaizujący unitarianizm i nie chciała uznać, że Jezus Chrystus jest Synem Bożym. Uważana m.in. przez unitarian za męczennicę za wiarę.

## Życiorys
Była córką Stanisława Zalasowskiego, wdową po Melchiorze Weiglu, kupcu i rajcy krakowskim. Niewiele wiadomo o życiu Weiglowej, zanim w latach 1529 i 1530 stanęła kilkakrotnie przed sądem biskupim i odmówiła wyrzeczenia się „błędów wiary żydowskiej”. W wieku 70 lat, na polecenie biskupa krakowskiego Piotra Gamrata (który oskarżył ją przed królową Boną) została uwięziona w Krakowie pod zarzutem wyznawania herezji. Prawdopodobnie zaczęła wyznawać unitarianizm pod wpływem pism Martina Borrhausa (Cellariusa) opublikowanych w 1527. Weiglowa próbowała szerzyć swoje poglądy podczas obrad sejmowych w latach 1538–1539.
Przyznała się do wyznawania jedności Boga i odrzucania pojęcia „Trójcy Świętej”. W więzieniu spędziła 10 lat, zanim ostatecznie została spalona żywcem na stosie na Małym Rynku w wieku 80 lat. Według przekazów nawet na stosie odmówiła wyrzeczenia się swojej wiary, którą głośno wyznawała do końca. Ze względu na antytrynitarne poglądy Weiglowa nie była broniona przez polskich protestantów, jednak po jej śmierci wyznawcy różnych nurtów protestantyzmu często się na nią powoływali jako na ofiarę prześladowań religijnych i męczennicę za wiarę.
Spalenie Katarzyny Weiglowej jest jedynym faktem spalenia na stosie za odstępstwo od katolicyzmu w Polsce, która zaliczała się w XVI w. do krajów o największej tolerancji religijnej. Przypuszczalnie skazanie na śmierć starej i samotnej kobiety (w dodatku mieszczki, a nie szlachcianki) było łatwiejsze niż atakowanie zorganizowanych wspólnot protestanckich i stanowiło ustępstwo królowej Bony wobec żądań „obozu katolickiego” domagającego się represji wobec innowierców.
Po śmierci Weiglowej jej sprawa została w Polsce zapomniana. Sejm roku 1539 nie ustosunkował się do jej egzekucji, a wzmianki o Weiglowej zachowały się głównie w protestanckich pismach polemicznych oraz w antyjudaistycznej literaturze XVII wieku.

## Obecność w kulturze
Egzekucja Katarzyny Weiglowej została ukazana na akwareli Jana Matejki z 1856 zatytułowanej „Spalenie mieszczki krakowskiej Katarzyny Malcherowej”. Obraz jest częścią zbiorów Lwowskiej Narodowej Galerii Obrazów. Repetycji tego tematu malarskiego podjął się w 1883 r. również jego uczeń Władysław Rossowski przedstawiając ofiarę idealistycznie, jako piękną, młodą kobietę.